# Stazione di San Fantino
La stazione di San Fantino delle Ferrovie della Calabria è una stazione ferroviaria a servizio della frazione di Taureana di Palmi, posta sulla linea Gioia Tauro–Palmi-Sinopoli (temporaneamente sospesa dal 2010).

## Storia

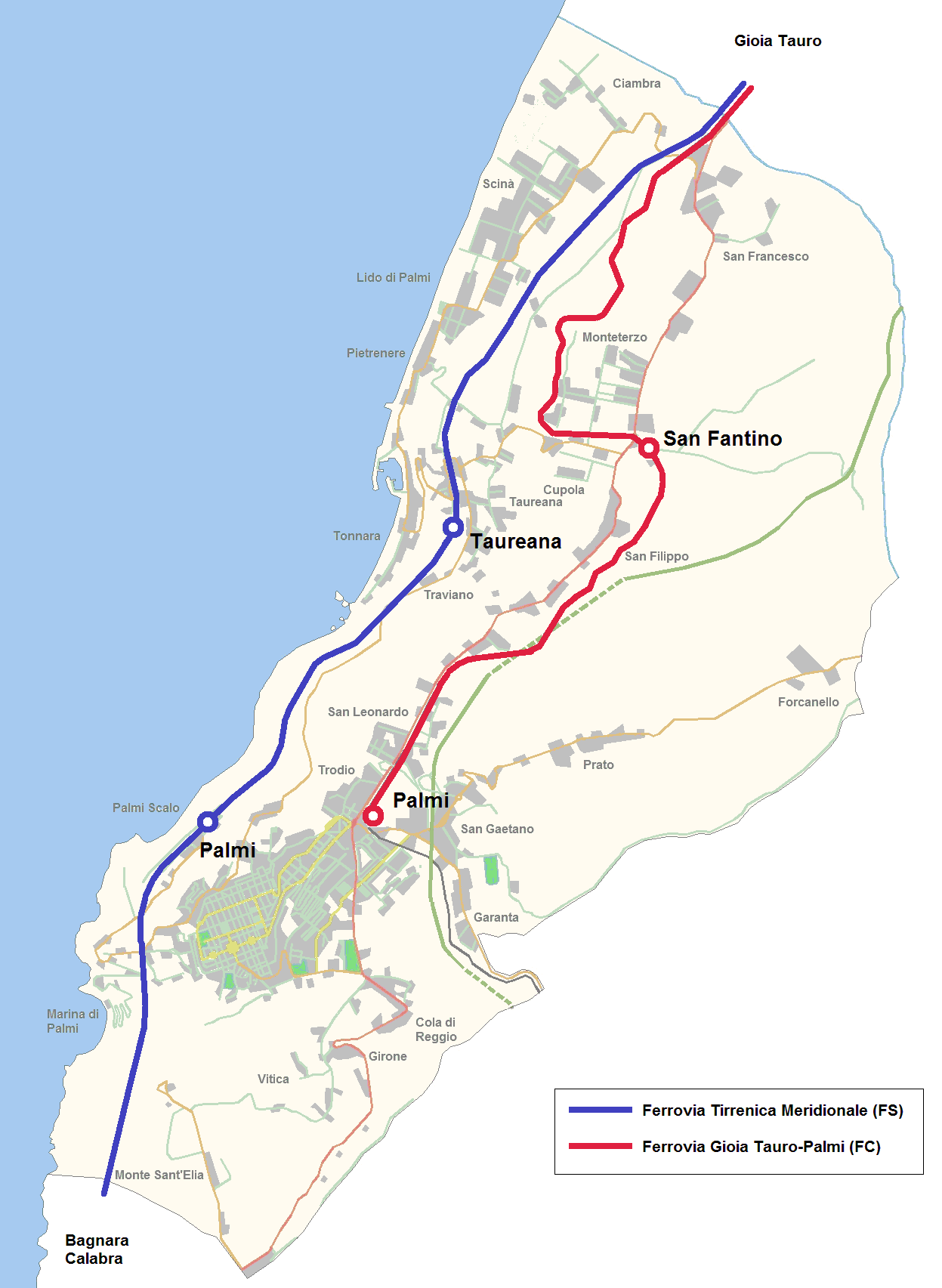
Le tratte ferroviarie nel territorio di Palmi

La stazione venne inaugurata ufficialmente il 18 gennaio 1917, in concomitanza con l'apertura della linea Gioia Tauro-Seminara (13 km), prima tratta della ferrovia per Gioia Tauro-Sinopoli.
Nel 2011, in attesa di finanziamenti per l'ammodernamento, l'esercizio dell'intera tratta ferroviaria venne sospeso, decretando quindi di fatto la chiusura dell'impianto.